# Брансфорд (Теннессі)
Брансфорд (англ. Bransford) — переписна місцевість (CDP) в США, в окрузі Самнер штату Теннессі. Населення — 166 осіб (2020).

## Географія
Брансфорд розташований за координатами 36°30′48″ пн. ш. 86°17′7″ зх. д. / 36.51333° пн. ш. 86.28528° зх. д. (36.513296, -86.285261).  За даними Бюро перепису населення США в 2010 році переписна місцевість мала площу 10,44 км², уся площа — суходіл.

## Демографія
Згідно з переписом 2010 року, у переписній місцевості мешкало 170 осіб у 70 домогосподарствах у складі 45 родин. Густота населення становила 16 осіб/км².  Було 78 помешкань (7/км²).
Расовий склад населення:
| - 91,2 % — білих - 2,4 % — корінних американців - 2,4 % — чорних або афроамериканців - 1,8 % — азіатів |

До двох чи більше рас належало 1,8 %. Частка іспаномовних становила 1,2 % від усіх жителів.
За віковим діапазоном населення розподілялося таким чином: 24,7 % — особи молодші 18 років, 59,4 % — особи у віці 18—64 років, 15,9 % — особи у віці 65 років та старші. Медіана віку мешканця становила 41,3 року. На 100 осіб жіночої статі у переписній місцевості припадало 95,4 чоловіків;  на 100 жінок у віці від 18 років та старших — 80,3 чоловіків також старших 18 років.
Цивільне працевлаштоване населення становило 80 осіб. Основні галузі зайнятості: фінанси, страхування та нерухомість — 43,8 %, освіта, охорона здоров'я та соціальна допомога — 36,3 %, роздрібна торгівля — 7,5 %.